# Араслановська сільська рада
Арасла́новська сільська рада (рос. Араслановский сельский совет) — муніципальне утворення у складі Мелеузівського району Башкортостану, Росія. Адміністративний центр — присілок Смаково.

## Населення
Населення — 1221 особа (2019, 1384 в 2010, 1484 в 2002).

## Склад
В склад поселення входять такі населені пункти:
| Населений пункт        | Населення, осіб (2002) | Населення, осіб (2010) |
| ---------------------- | ---------------------- | ---------------------- |
| Арасланово, присілок   | 141                    | 159                    |
| Береговка, присілок    | 150                    | 129                    |
| Ісламгулово, присілок  | 57                     | 48                     |
| Красногорський, хутір  | 118                    | 96                     |
| Малошаріпово, присілок | 280                    | 237                    |
| Смаково, присілок      | 478                    | 444                    |
| Якти-Куль, присілок    | 87                     | 89                     |
| Янг-Аул, присілок      | 173                    | 182                    |